# Pływająca wyspa

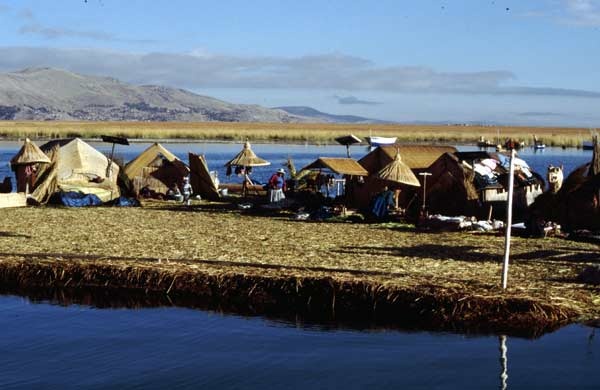
Pływająca wyspa stworzona przez Indian Uru, na jeziorze Titicaca.

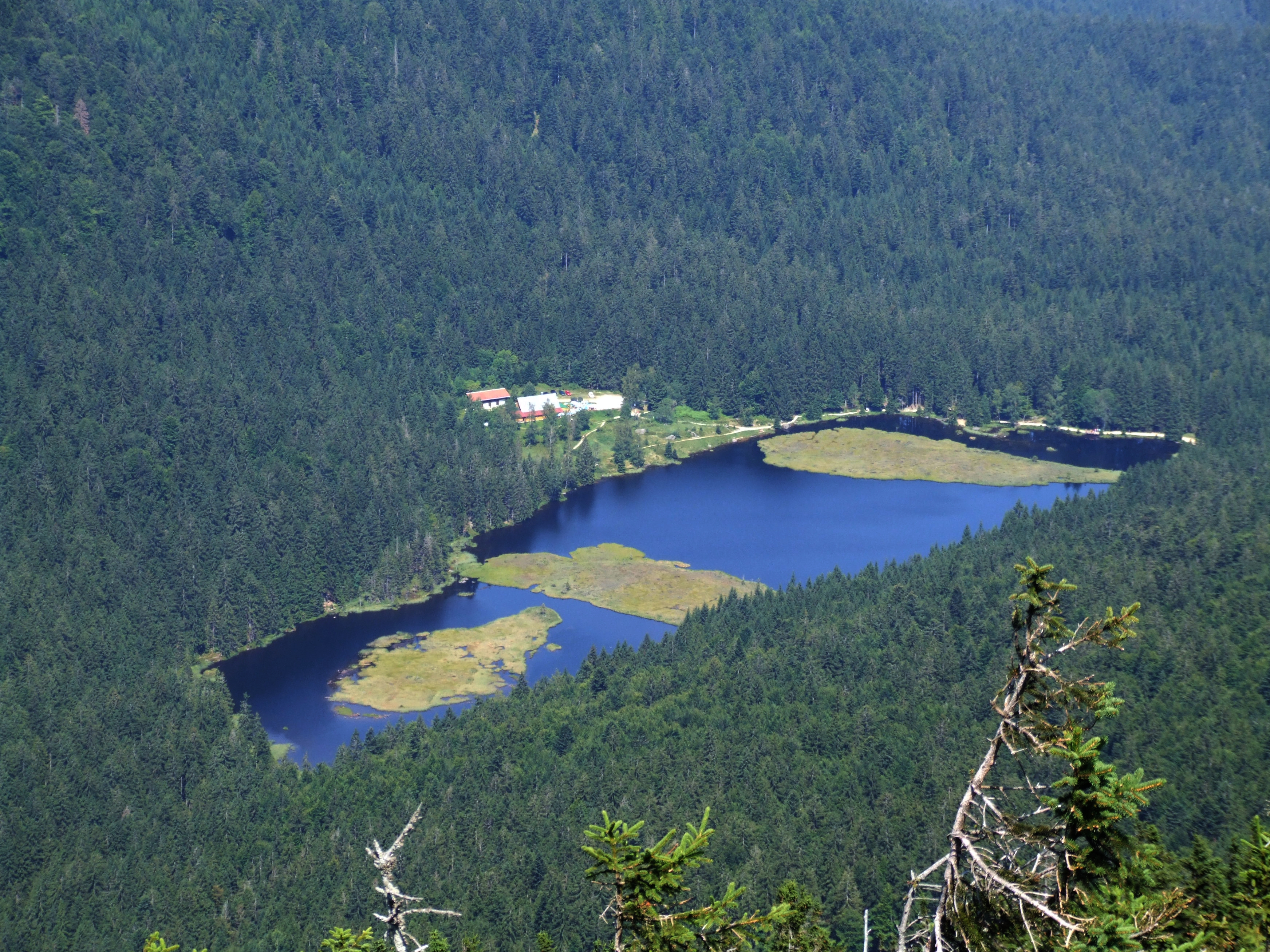
Jezioro Kleiner Arbersee w Niemczech z trzema pływającymi wyspami

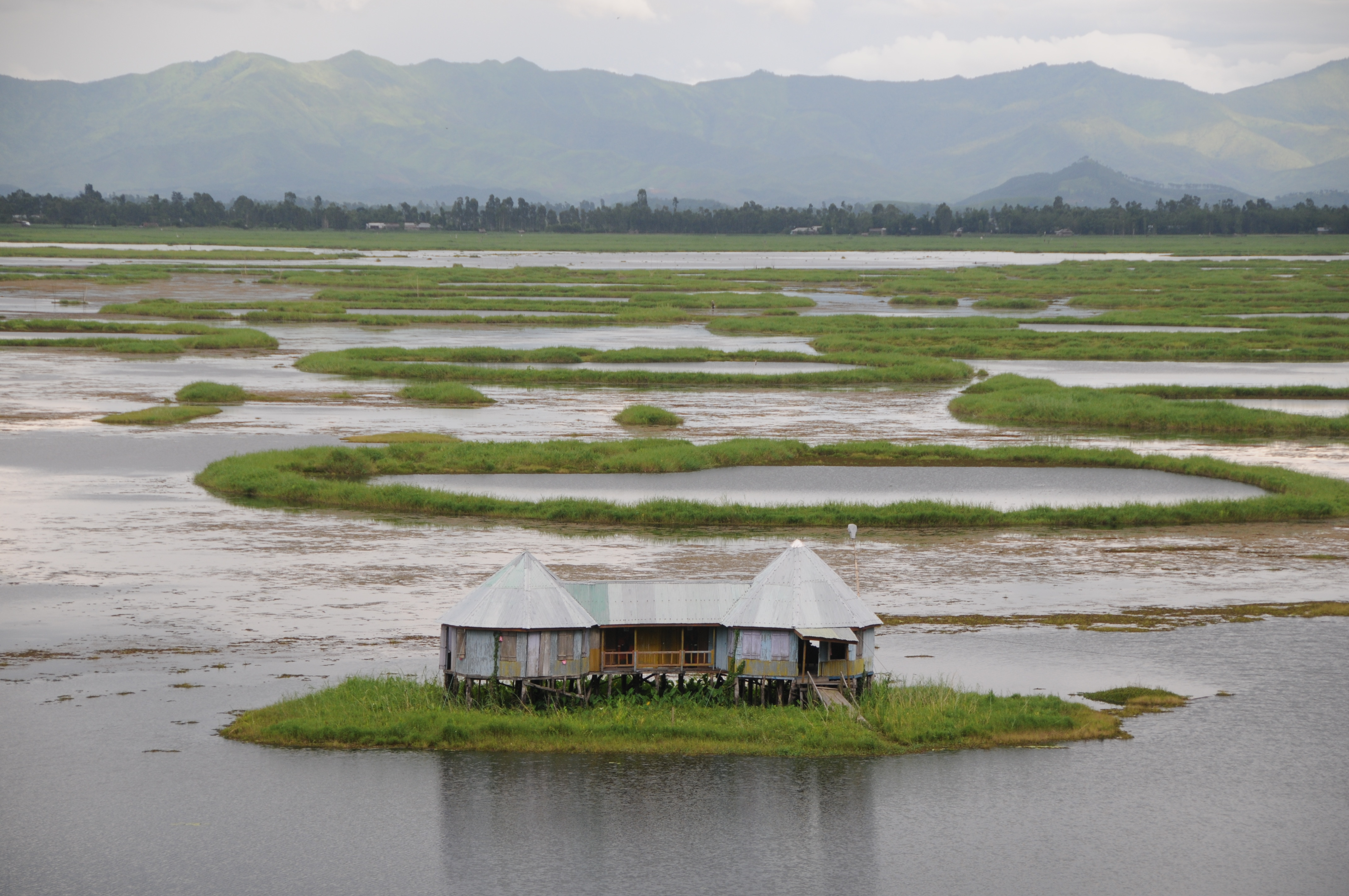
Jezioro Loktak w Indiach

Pływająca wyspa – twór powstały przeważnie na zarastających jeziorach. W zanikającym akwenie na skutek zamulania i zarastania części obumarłych roślin opadają na dno, wypełniając misę jeziora osadami gytii i torfu. Może to prowadzić do powstania pływających wysp, które porośnięte roślinnością poruszają się po lustrze wody. Przeważnie z biegiem czasu akwen zarasta jeszcze bardziej przeradzając się w bagno.
W Indiach nazywa się je Phumdi. Są szczególnie liczne na największym słodkowodnym jeziorze tego kraju, Loktak.